# Dʿmt
D'mt  ou Damot  (em musnad: ; em gueês não vocalizado: ደዐመተ, transc.: DʿMT; teoricamente vocalizado como ዳዓማት, Daʿamat  ou ዳዕማት, Daʿəmat  )  foi um reino localizado entre a Eritreia e o norte da Etiópia (na Região de Tigré) que existiu durante os séculos X a V a.C. Poucas inscrições sobre ou sob este reino sobreviveram e muito pouco trabalho arqueológico ocorreu. Como resultado, não se sabe se D'mt desapareceu enquanto civilização antes do início dos primeiros estágios de Axum, ou se se tornou um dos primeiros estágios na evolução do Império de Axum, ou se foi ocupada e se transformou em um dos Estados menores unidos no Império de Axum, possivelmente em torno do início do século I. 

## História
Dada a presença de um grande complexo de templos e um ambiente fértil, a capital de Dʿmt pode estar presente hoje em Yeha, na região de Tigré, na Etiópia.  Em Yeha, o templo do deus Almacá ainda está de pé. 
O reino desenvolveu esquemas de irrigação, usou arados, cultivou milho e fabricou ferramentas e armas de ferro. 
Alguns historiadores modernos, incluindo Stuart Munro-Hay, Rodolfo Fattovich, Ayele Bekerie, Cain Felder e Ephraim Isaac, consideram essa civilização nativa, embora influenciada pelos sabeus devido ao domínio destes últimos no Mar Vermelho,  enquanto outros como Joseph Michels, Henri de Contenson, Tekle-Tsadik Mekouria e Stanley Burstein viram Dʿmt como resultado de uma fusão entre a cultura de Sabá e a dos povos nativos   Algumas fontes consideram a influência de Sabá menor, limitada a algumas localidades e desapareceu após algumas décadas ou um século, talvez representando uma colônia comercial ou militar em algum tipo de simbiose ou aliança militar com a civilização de Dʿmt ou algum outro Estado proto-Axumita.   No entanto, outras fontes sustentam que D'mt, apesar de ter raízes indígenas, estava sob forte influência econômica e cultural da Arábia do Sul. 
Um estudo de 2013 propôs um modelo de migração envolvendo "Primeiro, um movimento em larga escala de pessoas do oeste da Eurásia para a Etiópia cerca de 3.000 anos atrás (talvez da Arábia do Sul e associado ao reino de D'mt e à chegada das línguas semíticas etiópicas) resultou no dispersão da ascendência da Eurásia ocidental no leste da África. " 
Após a queda de Dʿmt no século V a.C., o planalto passou a ser dominado por reinos sucessores desconhecidos menores. Isso durou até o surgimento de uma dessas instituições durante o primeiro século a.C., o Reino Axumita. 

## Nome
Devido à semelhança do nome, Dʿmt e Damot quando transcritos para caracteres latinos, esses dois reinos costumam ser confundidos, mas não há evidências de qualquer relação entre Dʿmt com o Reino de Damote, um reino medieval localizado bem mais ao sul (próximo a atual Arba Minch).  O Daʿamat (em árabe دعمت) é traduzido como 'suportado' ou 'em colunas'  e pode se referir às colunas e obeliscos (ou Hawulti) localizados em Matara  ou em Qohaito,  na Eritreia.

## Soberanos conhecidos
A seguir, é apresentada uma lista de quatro governantes conhecidos de Dʿmt, em ordem cronológica:  
| Datas                               | Nome      | Rainha                                                                                             | Notas |
| ----------------------------------- | --------- | -------------------------------------------------------------------------------------------------- | ----- |
| Variam de c. 700 a.C. a c. 650 a.C. |           | |       |
| Mkrb, Mlkn Rdʿm                     | Smʿt      | |       |
| Mlkn Wʿrn Ḥywt                      | ʿArky(t)n | contemporâneo do rei sabeu Caribil Uatar (620 - 600 a.C.)                                          |       |
| Mkrb, Mlkn Ṣrʿn Rbḥ                 | Yrʿt      | Filho de Wʿrn Ḥywt, Rei Ṣrʿn da tribo YGʿḎ [=Agazi, cognato para gueês], mkrb de DʿMT e SB'        |       |
| Mkrb, Mlkn Ṣrʿn Lmn                 | ʿAdt      | Filho de Rbḥ, contemporâneo do rei sabeu Samaali Uatar, Rei Ṣrʿn da tribo YGʿḎ, mkrb de DʿMT e SB' |       |